# Râul Culcușu Ursului
Râul Culcușu Ursului este un curs de apă, afluent al râului Saciova. 